# What You Want
«What You Want» (с англ. — «То Что Ты Хочешь») — песня американской рок-группы Evanescence. Сингл был выпущен 9 Августа 2011 года и стал первым синглом их одноимённого третьего студийного альбома Evanescence.

## Музыкальное видео

Эми в клипе What You Want

Видео было снято 30 июля в Бруклине. Съёмки проходили в основном на Бруклинском мосту. Режиссёром видео стал Мейерт Авис работавший с U2, Брюсом Спрингстином и Бобом Диланом. Сценарий был написан сестрой Эми, Керри Ли. На съёмках также присутствовал Джош (муж Эми). Для съёмок клипа были приглашены фанаты группы. Из 200 выбранных фанатов пришли только 150, да и те ушли рано из-за жары и голода.. Клип вышел 13 сентября.
Эми Ли о видео:
Этот клип — как бы история группы. Этот клуб — имитация старых выступлений, которые мы играли в начале своей карьеры, — мы играли в таком клубе под названием Vino's в Литл-Роке — он такой же простой, грязный, душный, как и тогда. Но в основном, это также о Нью-Йорке, где я была, где Тим (басист) жил последние несколько лет, что нас не было. Это как бы о побеге из Нью-Йорка и... возвращении в мир.

Видео показывает группу в темном ангаре с фанатами. Ангар выглядит как клуб Vino, в котором группа давала свои первые выступления. В видео постоянно показываются моменты с Эми Ли идущей по Бруклинскому мосту, в тёмном платье и ярком макияже. Она идет через железнодорожный вокзал, улицы. На бруклинском мосту она прыгает через перегородку, и приземляется на ноги. Ли и остальные участники группы встречаются и идут к пляжу, где они входят в море. Финал видео показывает группу, далеко ушедшую в море.
В клипе снялись: Эми Ли , Терри Бальзамо , Трой Маклоухорн , Уилл Хант , Тим МакКорд
Первый клип при участии Троя и Уилла.

## Список композиций
Цифровая версия
1. «What You Want» — 3:40

CD
1. «What You Want» -
2. «What You Want — Elder Jepson Remix»;

## Чарты
| Чарт (2011—2012)                            | Высшая позиция |
| ------------------------------------------- | -------------- |
| Australia (ARIA Charts)                     | 86             |
| Brazil (Billboard)                          | 30             |
| Канада (Billboard Canadian Hot 100)         | 55             |
| Канада (Billboard Rock)                     | 23             |
| Czech Republic (Modern Rock)                | 9              |
| Germany (Media Control Charts)              | 84             |
| Italy (FIMI)                                | 86             |
| Japan (Japan Hot 100)                       | 52             |
| South Korea (Gaon Chart)                    | 59             |
| Великобритания (OCC UK Singles)             | 72             |
| UK Rock & Metal (OCC)                       | 1              |
| США (Billboard Hot 100)                     | 68             |
| США (Billboard Alternative Airplay)         | 14             |
| US Hot Rock & Alternative Songs (Billboard) | 11             |
| US Mainstream Rock (Billboard)              | 8              |
| США (Billboard Rock & Alternative Airplay)  | 11             |
| Venezuela Record Report (Top 100)           | 183            |

## Хронология релиза
| Страна         | Дата            | Формат   | Лейбл                    |
| -------------- | --------------- | -------- | ------------------------ |
| США            | Август 9, 2011  | Цифровой | Wind-up Records          |
| Канада         | Август 9, 2011  | Цифровой | Warner Music             |
| Европа         | Август 10, 2011 | Цифровой | Sony Music Entertainment |
| Великобритания | Август 21, 2011 | Цифровой | Sony Music Entertainment |
| Германия       | Август 19, 2011 | Цифровой | EMI Music                |